# زهرامی
زهرامی (به لاتین: Zöhramı یا Zöhramlı) یک منطقه مسکونی در جمهوری آذربایجان است که در شهرستان شابران واقع شده است.